# Solidaritat Obrera (1990)
Solidaritat Obrera és una petita confederació anarcosindicalista que sorgeix el 1990 com a escissió de la naixent Confederació General del Treball d'Espanya, després de la pèrdua del litigi legal de les sigles CNT. Solidaritat Obrera no va acceptar els acords del congrés celebrat per la CGT en 1989.
Se situen a mig camí entre el que consideren reformisme de la CGT i l'anarquisme radical de la CNT-AIT. Participen de l'acció sindical en l'empresa acceptant que siguin les Seccions Sindicals afectades les que decideixen si es presenten o no a eleccions sindicals; sense acceptar, en cap cas, subvencions estatals.
La base d'actuació del sindicat és l'assemblea, de la qual depèn tota la seva activitat, també la transmissió d'informació a tots els afiliats i treballadors en general a través de publicacions, periòdics i butlletins que edita cada Secció Sindical o Sindicat. Així mateix és característic d'aquesta organització l'edició i publicació de llibres tradicionals i descatalogats de l'anarcosindicalisme i de noves obres sobre l'actualitat laboral.

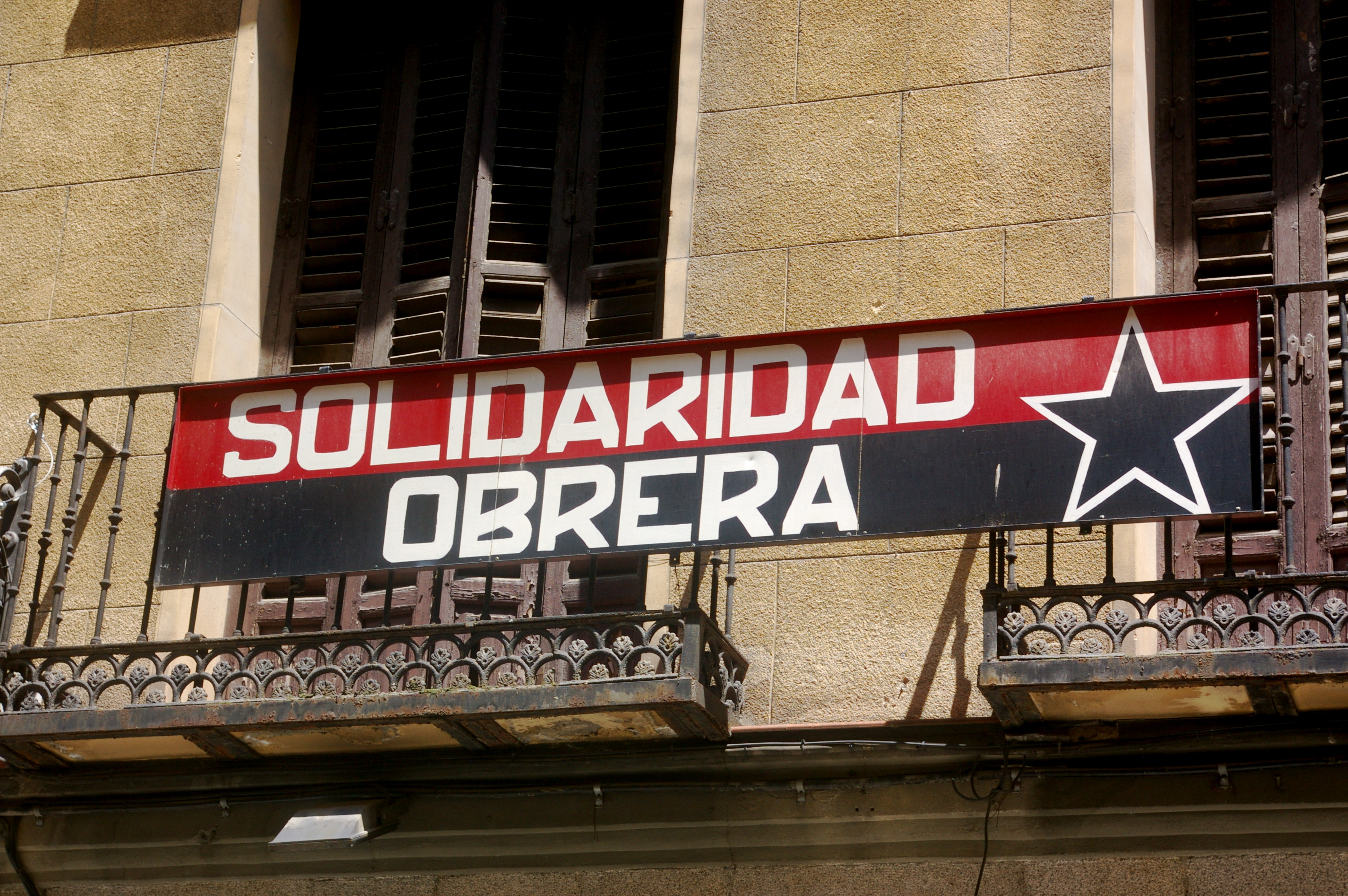
Seu a Madrid del sindicat anarcosindicalista Solidaridad Obrera

Així mateix destaca en els seus estatuts l'esment que cap afiliat a un partit polític pot figurar en les seves llistes per a les eleccions sindicals ni ser delegat sindical. A Solidaritat Obrera no poden afiliar-se els membres dels cossos i forces de seguretat; tampoc els sacerdots de qualsevol confessió o membres de sectes religioses o polítiques. No existeix en aquest sindicat cap decisió delegada, ja que sempre a tots els seus fòrums estan representats directament els sindicats que la formen.
Pren el seu nom del sindicat català de principis del segle XX (1907-1911). Actualment té representació a Alacant, Tarragona, Cantàbria i Madrid, ciutat en la qual destaca la seva implantació al Metro de Madrid.
Té uns 800 afiliats. Actualment el seu secretari general és Miguel Ángel Arroyo Fernández.